# Antoine Hugot
Antoine Hugot (* 1761 in Paris; † 18. September 1803 ebenda) war ein französischer Flötist, Hochschullehrer und Komponist.

## Leben und Werk
Hugot erhielt von einem kreolischen Musiker namens Atys (Atis), der in Paris wirkte, Unterricht. In den 1780er-Jahren machte er sich bei den Concerts spirituel einen Namen als Flötensolist. 1789 wurde er Soloflötist im neugegründeten Pariser Orchester „Bouffons italiens“, das von Giovanni Battista Viotti geleitet wurde. 1793 trat Hugot dem Musikkorps der Garde nationale von Paris bei. 1795 wurde er zu einem der damals vier Flötenprofessoren des neugegründeten Conservatoire de Paris ernannt. 1803 setzte Hugot seinem Leben durch Sprung aus einem Fenster im vierten Stock selbst ein Ende.
Hugots kompositorischer Nachlass umfasst 6 Flötenkonzerte, Duette für 2 Flöten, Sonaten sowie Etüden. 1804 veröffentlichte Hugots Kollege Johann Georg Wunderlich auf Grundlage von Vorarbeiten Hugots das Lehrwerk Méthode de Flûte du Conservatoire par M.M. Hugot et Wunderlich / Membres du Conservatoire.